# Mathilde Bellaud-Dessalles
Pour les articles homonymes, voir Bellaud et Dessalles.
Mathilde Bellaud-Dessalles, née le 11 août 1859 à Béziers (France) et morte le 12 septembre 1938 à la Grange des Près à Pézenas, est une historienne française, membre de la Société archéologique de Béziers en 1898, ainsi que membre fondatrice de la Société du Vieux biterrois et bienfaitrice du musée du Vieux biterrois.

## Biographie
Mathilde Bellaud-Dessalles naît le 11 août 1859 à Béziers. Elle est la fille d'Henriette Sicard (1837-1913), et d'Eugène Dessalles (1832-1891). Elle est issue d'une famille languedocienne de négociants et de propriétaires terriens originaires de Montagnac.
Elle est éduquée à Béziers par une préceptrice et à Montpellier, au Sacré-Cœur. À 22 ans, en 1881, elle épouse Roger Bellaud (1846-1888), fils de Clara Fayet. De sa courte union (7 ans) avec Roger Bellaud, elle a deux enfants : Maurice qui meurt en bas âge et Claire (1886-1937).
En 1893 et en 1922, avec sa fille, elles reçoivent la Comédie Française à Pézenas, dans leur domaine de la Grange des Prés, dans le cadre des festivités piscénoises commémoratives où un buste de Molière est inauguré dans le jardin.
Elle meurt le 12 septembre 1938 à la Grange des Près.

## Publications
- Impressions d'Allemagne, Munich, Dresde, Bayreuth, 1898 [lire sur Wikisource] ; réédition en 2019, Le Chameau malin, Béziers[6].
- En Sicile, 1901 ; réédition en 2019, Le Chameau malin, Béziers[6].
- Les évêques italiens de l'ancien diocèse de Béziers (1547-1669), Toulouse Privat et Paris Picard, 1901, 2 tomes en un vol. XXIII-498 p., disponible sur Internet Archive.
- « Clément de Bonsi et la révolte de 1632 », Bulletin de la Société archéologique, scientifique et littéraire de Béziers, 1907, p. 261-284, lire en ligne sur Gallica.
- La Grange des Prés et les gouverneurs de Languedoc, Vallat, 1917, in-8°, 346 p, lire en ligne sur Gallica, disponible sur Internet Archive ; réédition complétée, Les Presses du Languedoc, 2003[7].
- Légendes du vieux Béziers, Béziers 1923 [lire sur Wikisource] ; réédition en 2019, Le Chameau malin, Béziers[8].
- Paraphrase du Cantique des Cantiques, illustrations de Gustave Fayet, 1925[9].
- La forêt d'Anglès et le Château d'Espine. Notes et documents. Bergerac J. Castanet, 1926, in-8°, 115 p. lire en ligne sur Gallica
- Histoire de Béziers : des origines à la Révolution française, Béziers, 1929 ; réédition en 2010, Le Livre d'histoire, Paris[10].